# Beide Irak

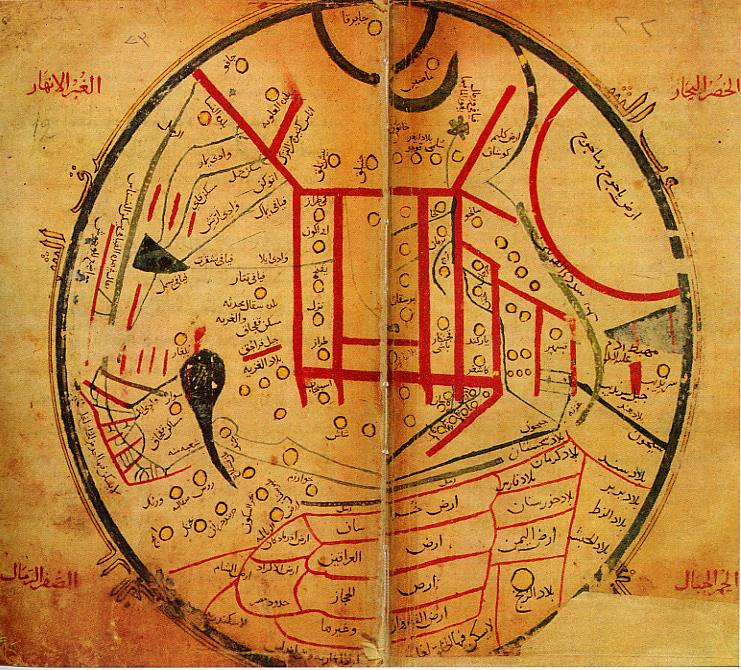
Auf der Weltkarte von Mahmūd al-Kāschgharī ist „das Gebiet der beiden Irake“ im unteren Bereich oberhalb des Hedschas eingezeichnet.

Mit den beiden Irak (arabisch العراقان, DMG al-ʿIrāqān) wurde im islamischen Mittelalter die Doppelregion Irak und Westiran (ohne die Provinz Fars-Persis, aber einschließlich des Gebiets um das heutige Teheran) bezeichnet.
Diese Bezeichnung legte die Auffassung nahe, dass es westlich vom Schatt al-Arab einen arabischen Irak (arabisch عراق العرب, DMG ʿIrāq al-ʿArab), die heutige Republik Irak, und östlich davon einen persischen bzw. nichtarabischen Irak (arabisch عراق العجم, DMG ʿIrāq al-ʿAǧam, vgl. adscham), die alte Provinz Dschibal, gebe. Bei der Staatsbezeichnung des 1921 gegründeten Königreichs Irak wurde auf das Attribut arabisch, möglicherweise aus Rücksicht auf die kurdische Bevölkerung als zweitem Staatsvolk, verzichtet.
Bis zum Untergang des Abbasiden-Kalifats bei der Eroberung von Bagdad 1258 im Mongolensturm standen tatsächlich beide Ufer – auf der östlichen Seite zumindest die zum Teil von Arabern bewohnte, heute zu Iran gehörende Region Chusistan – stets unter gemeinsamer Herrschaft. So wurde z. B. von irakischen Buyiden und irakischen Seldschuken berichtet, gemeint waren aber die Herrscher von Rey, Hamadan, Isfahan usw.
Siehe auch: Beide Sizilien, Beide Rom